# 長野市公文書館
長野市公文書館（ながのしこうぶんしょかん）は、長野県長野市にある市立文書館。長野市の歴史資料として重要な公文書や古文書その他の記録資料を収集・保存している。

## 歴史
- 2007年6月27日：長野市公文書館の設置及び管理に関する条例施行。
- 2007年11月20日：長野市城山分室内に開館[2]。
- 2019年11月：長野市若里分室内に移転。

## 所蔵資料
- 公文書
  - 市役所文書
  - 電子文書
  - 旧役場文書
- 古文書
- 複製資料
- 行政刊行物
- 図書等
- 「信毎ペンの庫（くら）」

## 施設
- 開館時間

9時分から17時
- 休館日

土曜日、日曜日、祝日、年末年始（12月29日 - 1月3日）

## アクセス
- JR東日本長野駅より 徒歩約25分
- 長電バスまたはアルピコ交通「日赤」下車、徒歩3分